# Itajubatiba
Itajubatiba é um distrito brasileiro do município de Catingueira, estado da Paraíba, subordinado a Região Metropolitana de Patos, que fica à 16 km da cidade. Foi um grande centro econômico, no século passado, devido a extração de ouro, daí, popularmente conhecida até hoje como "Mina do Ouro". 